# Accantonamento
L'accantonamento è l'azione dell'accantonare, cioè del mettere da parte. Nel linguaggio militare, con il termine "accantonamento" si intende l'alloggiamento temporaneo di reparti militari in luoghi abitati.
Fino ai secoli XVIII e XIV, l'accantonamento è stato il metodo più usato per l'alloggiamento di personale militare nei centri abitati. I militari venivano a vivere temporaneamente nelle case di privati cittadini. Il sistema però era molto dispendioso per i cittadini, così cadde in disuso con il diffondersi delle caserme.
A partire dal XIX secolo, l'accantonamento ha sostituito il bivacco (accampamento all'aria aperta), perché assicurava una maggiore efficienza degli uomini. La legge prevede che i comuni debbano fornire camere ammobiliate per gli ufficiali, un tetto ed illuminazione per i soldati. In cambio i comuni ospitanti ricevono dall'amministrazione militare un'indennità prestabilita. Oggi l'uso dell'accantonamento è molto raro e viene usato solo per esercitazioni di reparti in zone di montagna. In alternativa le truppe si stabiliscono in accampamenti o in luoghi pubblici (come scuole o sedi civili).

## Accantonamenti militari nel mondo
In alcune nazioni gli accantonamenti si sono trasformati con gli anni in quartieri prima, e in vere e proprie città poi. Questa pratica di dislocamento militare è diffusa soprattutto in paesi come l'India, il Pakistan, il Bangladesh, paesi nei quali vi sono città interamente militarizzate e che hanno il solo scopo di alloggiare reparti militari.
Questi sono alcuni tra gli accantonamenti conosciuti in queste regioni:

### India
- Udhampur
- Chandimandir
- Jaipur
- Pune
- Lucknow
- Calcutta
- Shimla
- Ambala
- Bangalore
- Delhi
- Jalandhar
- Badami Bagh
- Meerut
- Allahabad
- Chennai
- Nagrota
- Nashik
- Nagpur
- Landour
- Dehradun
- Bathinda
- Jodhpur
- Shillong
- Ahmedabad
- Jabalpur
- Mhow Cantonment

### Pakistan
- Lahore
- Multan
- Gujranwala
- Karachi
- Rawalpindi
- Sargodha
- Quetta
- Shorkot
- Peshawar
- Mianwali
- Bhawalpur
- Gilgit
- Okara
- Sialkot
- Nowshera
- Wah
- Attock
- Sui
- Abbottabad
- Bannu
- Hyderabad
- Kharian
- Mardan
- Basrian

### Bangladesh
- Dacca
- Mirpur
- Chittagong
- Khagrachari
- Rangamati
- Jessore
- Khulna
- Rajshahi
- Bagura
- Sayedpur
- Ghatail
- Mymensing
- Sylhet
- Comilla Cantonment